# BRD - Groupe Société Générale
BRD - Groupe Société Générale (Banca Română pentru Dezvoltare) sau BRD-SocGen, este o bancă românească deținută de grupul financiar francez Société Générale în proporție de 58,32%. În 2013, era a doua bancă din România, după Banca Comercială Română (BCR), în privința activelor (aproximativ 47,49 miliarde lei) și banca nr. 1 pe piața românească a creditelor sindicalizate. În martie 2010 societatea avea peste 2,5 milioane de clienți.
BRD face parte în proporție de 58,32%, din Grupul Société Générale unul dintre cele mai mari grupuri europene de servicii financiare. Grupul are 154.000 de angajați în 76 de țări și 32 de milioane de clienți în întreaga lume, în trei activități-cheie:
- Retail banking în Franța
- Retail banking internațional, servicii financiare și asigurări
- Corporate & investment banking, private banking, administrare de active și servicii pentru investitori. În anul 2009, BRD controla 14% din activele sistemului bancar, fiind depășită doar de BCR, cu 19,1%. În 2012, BRD ajunge pe primul loc în piața de factoring cu o cotă de piață de 35%.

## Istoric
Istoria BRD - Groupe Société Générale a început odată cu fondarea în anul 1923, a Societății Naționale de Credit Industrial, devenită după război Banca de Investiții, iar apoi Banca Română pentru Dezvoltare. 
Societatea Națională de Credit Industrial era o instituție publică, din care statul deținea 20% din capitalul social, Banca Națională a României 30%, iar restul era deținut de particulari, dintre care un grup de foști directori ai Marmorosch, Blank & Co), prima bancă modernă din România.
Misiunea acestei noi instituții era finanțarea primelor etape ale dezvoltării sectorului industrial din România. 
După Al Doilea Război Mondial, conform Legii Naționalizării din iunie 1948, Societatea Națională de Credit Industrial a fost naționalizată, devenind Banca de Credit pentru Investiții.
În 1958, după reorganizarea sistemului financiar, Banca de Credit pentru Investiții a obținut monopolul în România pentru finanțarea pe termen mediu și lung a tuturor sectoarelor industriale, cu excepția agriculturii și industriei alimentare. Ea a primit un nou nume, devenind Banca de Investiții. În această perioadă, cea mai mare parte a finanțărilor acordate de Banca Mondială au fost derulate prin Banca de Investiții
Société Générale este prezentă în România din anul 1979, când activitatea micii sucursale se baza pe finanțarea sectorului de petrol și gaze prin emiterea de acreditive și scrisori de garanție.
În 1990, monopolul de care beneficiau băncile specializate în domeniul lor de activitate a luat sfârșit. Banca Română pentru Dezvoltare s-a constituit ca bancă comercială și a preluat activele și pasivele Băncii de Investiții. Băncii i s-a acordat o autorizație de funcționare generală. 
După 1990, sucursala a dezvoltat activități bancare atât pentru persoane juridice, cât și pentru persoane fizice. Cu ajutorul altor două entități (Société Générale Finance Developpement și Société Générale European Emerging Markets), Société Générale București a avut mijloacele necesare pentru a-și dezvolta activitățile pe trei axe de competență: banca comercială, piețe de capital și banca de investiții. Fosta sucursală a Société Générale se regăsește astăzi în structura BRD sub forma unui grup (Mari Clienți Corporativi).
Perioada anilor 1997-1999 marchează încheierea primei faze a privatizării. Experiența dobândită din încercările anterioare de privatizare a băncii, poziția acesteia în sistemul bancar românesc, precum și apariția cadrului legislativ specific în 1997 au constituit factorii esențiali în derularea fără sincope a procesului privatizării.
În decembrie 1998, s-a semnat un acord între Société Générale și Fondul Proprietății de Stat (autoritatea ce se ocupa de participațiile statului), prin care Société Générale a subscris o majorare de capital de 20% și a cumpărat un pachet de acțiuni care i-a permis să devină proprietara a 51% din capitalul majorat al BRD. Un alt punct al programului de privatizare este îndeplinit în noiembrie 1999, prin intrarea în structura acționariatului Băncii Române pentru Dezvoltare, ca investitor instituțional, a Băncii Europene pentru Reconstrucție și Dezvoltare, care cumpără un pachet reprezentând 4,99% din acțiuni.
În anul 2001, BRD a fost listată la Bursa de Valori București, în prima categorie, devenind rapid una dintre cele mai tranzacționate societăți. În urma unei campanii de redenumire care a avut loc în 2003, Banca Română pentru Dezvoltare a devenit BRD - Groupe Société Générale. Noua identitate a băncii avea drept scop consolidarea poziției sale și sensibilizarea publicului la identitatea companiei-mamă. În 2004, Société Générale a cumpărat pachetul rezidual de acțiuni deținut de statul român în capitalul BRD; astfel, participația sa a crescut de la 51% la 58,32%.
În anul 2004, banca a devenit membru cu drepturi depline în Factors Chain International, iar din 2011 este membru fondator al Asociației Române de Factoring și membru în Comitetul Director al acesteia. BRD este prima bancă din România care a introdus în oferta sa, în 1993, operațiunile de factoring, afiliindu-se în același an la Factors Chain International. 
În anul 2013, BRD lansează o aplicație care permite utilizatorilor să transfere sume de bani, să plătească facturile și să obțină informații despre contul bancar direct de pe telefonul mobil.
În anul 2024, Grupul bancar francez Société Générale a angajat JP Morgan pentru a explora posibilitatea vânzării BRD, entitatea sa din România.
Informațiile publicate de Profit.ro pot fi preluate doar în limita a 500 de caractere și cu citarea în lead a sursei cu link activ. Orice abatere de la această regulă constituie o încălcare a Legii 8/1996 privind dreptul de autor.

## Divizii
În anul 2005, BRD -SocGen a obținut 211 milioane euro, ceea ce a dus la o cotă de piață de 38%.
Activitatea de factoring a BRD a înregistrat o creștere semnificativă de 53% în 2011 comparativ cu 2010 și a atins o cifră de afaceri de peste 900 milioane euro, corespunzătoare unei cote de piață de 35%. Astfel, BRD a ajuns pe primul loc în piața de factoring, o piață de aproape 3 miliarde euro în 2012.
BRD - Groupe Société Générale a înregistrat în primele nouă luni ale anului 2013 un profit net de 51 milioane lei (11,5 milioane euro).
Grupul BRD mai deține o divizie de leasing operațional de vehicule și managementul flotelor (ALD), una de credite de consum (BRD Finance) și de leasing financiar (BRD Sogelease).
Produse și servicii:
BRD - Groupe Société Générale este axată pe 5 activități majore:
- Banca de Retail care servește persoanele fizice și profesiunile liberale.
- Banca clienților IMM prin care BRD pune la dispoziție o gamă variată de produse și servicii pentru orice tip de afacere.
- Corporate & Investment Banking, cu servicii dedicate marilor companii locale sau subsidiarelor din România a companiilor internaționale.
- Piețe financiare ce oferă o gamă completă de servicii financiare și de trezorerie. BRD - Groupe Société Générale oferă consultanță, analize de piață și informații în timp real despre piața valutară și monetară.
- Servicii de leasing financiar, leasing operațional, management al flotelor auto, credite de consum în magazine, titluri, asigurări, pensii.